# Jordânia nos Jogos Olímpicos de Verão de 2012
A Jordânia participou dos Jogos Olímpicos de Verão de 2012, que aconteceram no dia 27 de julho e até o dia 12 de agosto na cidade de Londres, na Inglaterra.

## Natação
Masculino
| Atletas      | Evento     | Eliminatórias | Eliminatórias | Semifinal   | Semifinal   | Final       | Final       |
| Atletas      | Evento     | Tempo         | Posição       | Tempo       | Posição     | Tempo       | Posição     |
| ------------ | ---------- | ------------- | ------------- | ----------- | ----------- | ----------- | ----------- |
| Kareem Ennab | 50 m livre | 24s09         | 37º           | Não avançou | Não avançou | Não avançou | Não avançou |